# Peuple fédéré
Les peuples fédérés (en latin fœderati) sont pour l'Empire romain des groupes de population ayant passé un traité (fœdus), d'alliance ou de soumission, avec l'Empire. Une fois fédérés de Rome, les peuples entrés dans l'Empire sont sommés de cesser leurs exactions en échange de la paix ; il s'agit donc de diplomatie dans le monde antique tardif.
Associé à l'intégration des troupes auxiliaires dans l'armée, ce dispositif fonctionne pour l'Empire les IIIe et IVe siècles. Il se délite au Ve siècle lorsque les peuples germaniques se sédentarisent au cœur même des provinces, commençant à régner (et bientôt, légiférer) sans en rapporter à la structure de pouvoir impériale. En quelque sorte, dès lors que l'Empire ne peut plus assurer la paix armée par ses propres moyens en plus du passage d'un foedus, son pouvoir cesse sur ses provinces.

## Emploi du terme «fédéré» par les auteurs modernes
Le terme fœderati revêt deux significations. Comme l’indique l’historien Alessandro Barbero, le mot n’apparait qu’au début du Ve siècle (dans une loi de 406, sous les empereurs Arcadius et Honorius) pour désigner un nouveau type de mercenariat. Avant cette date, il conviendrait mieux de parler de Déditices (Dediticii selon les textes romains) ou, éventuellement, de Lètes (Laeti, à partir du IIIe siècle). C’est-à-dire de populations vaincues ou ayant fait leur soumission à Rome et installées comme colons sur les terres du fisc (attachées à la terre mais devenant affranchies pour être soumises à l’impôt et au recrutement de l’armée). Mais les historiens modernes ont lancé l’emploi, anachronique, du terme de fédérés pour désigner ces populations inaugurant une mode encore d’actualité, mais trompeuse quant à la nature à la fois des fédérés du Ve siècle et des populations vaincues et installées dans l’empire du IIe au IVe siècle. Les recrues que l’armée enrôlait au sein de ces populations ne constituaient pas d’unités séparées, comme certains l’ont cru ou le prétendent encore, mais étaient intégrés aux unités régulières de l’armée romaine.
La seconde signification, correspondant au terme antique de Foederati apparu au Ve siècle, désigne donc un nouveau mercenariat auquel les autorités romaines ont eu recours par nécessité dès le règne de Théodose Ier (pour lutter contre les usurpateurs Maxime et Eugène). Avant cette époque, les mercenaires constituaient des unités (des petites bandes en fait) temporaires dont les membres étaient renvoyés chez eux dès qu’on en avait plus besoin. Ces hommes étaient encadrés par des officiers romains même si leur(s) chefs(s) traditionnel(s) en était/étaient nommés commandant (avec attribution de la citoyenneté romaine). À la suite de la disparition d’une grande partie des unités de l’armée romaine à la Bataille d'Andrinople en 378, les effectifs manquèrent (notamment pour faire face aux usurpations) et les autorités passèrent des accords (foedus) avec des bandes de barbares vivant illégalement dans l’empire depuis les événements de 376-378. En absence d’officiers en nombre suffisant, celles-ci ne furent pas encadrées par des romains (bien que l'emploi de mercenaires encadrés continua en parallèle). De plus, ces bandes de mercenaires, qui prendront par la suite le nom de foederati et toujours disposées à combattre pour le plus offrant (empereur, usurpateur ou armée privée d'un général), devinrent permanentes (les autorités ne pouvant plus s’en passer, ni les éliminer par manque de moyens militaires). C'est peut être pour assurer leur subsistance que fut mis en place la procédure de l'hospitalitas. Elles se virent même attribuer, à la place de l’armée régulière, l’exercice de l’autorité sur certains territoires (comme les Goths en Aquitaine seconde en 418, les Burgondes en Sapaudia en 443, les Francs de Clodion près de Tournai en 431) constituant avec le temps des sortes de vice-royautés puis les futurs royaumes barbares indépendants. Alessandro Barbero voit même, dans l’origine des codes législatifs barbares (loi salique des francs, codex Euricianus des Wisigoths, loi gombette des Burgondes), des règlements militaires organisant les relations entre les civils et les Foederati dans les territoires sous leur contrôle. Dans ce cas, ces codes apparus au Ve siècle fournissent une preuve supplémentaire pour distinguer les fédérés (mercenaires du Ve siècle) des fédérés (populations vaincues installées dans l’empire du IIe au IVe siècle).

## Les fédérés auIersiècleetIIesiècle
Les premiers peuples fédérés, selon Pline l'Ancien, furent les Éduens et les Carnutes.
Après la défaite romaine lors de la bataille de Teutobourg en 9 après J.-C., Rome change de stratégie et commence à renforcer ses relations diplomatiques avec les tribus germaniques comme les Marcomans, sous le roi Marobod. Ces accords permettent à Rome d'avoir des alliés militaires en dehors de ses frontières directes, dans le but de maintenir la stabilité le long du limes germaniques.
Au IIe siècle, le système s’étend aux peuples germaniques et sarmates, notamment avec les Marcomans et les Quades. Ces tribus jouent un rôle crucial dans la politique romaine de défense des frontières contre d’autres peuples germaniques plus hostiles, comme les Chérusques.

## Les fédérés auIIIesiècle
Les premiers groupes de fédérés apparaissent à la fin du IIe siècle et au IIIe siècle, quand Rome impose, lorsqu'elle est victorieuse, la fourniture de contingents de troupes auxiliaires.
Rapidement, Rome accepte l'installation de petits groupes homogènes (d'abord des captifs, puis des colons libres qui ont reconnu la souveraineté romaine) sur des terres cultivables abandonnées ; en contrepartie, les fédérés ainsi installés participent à la défense statique du limes et aux actions militaires romaines comme troupes auxiliaires, tout en conservant leur organisation et en n'étant pas soumis à l'administration romaine. Gallien installe ainsi des Marcomans et des Hérules, tandis que Postume fait de même avec des Francs.
Les peuples fédérés provenaient essentiellement des zones européennes limitrophes de l'Empire romain :
- Francs et Alamans, ayant traversé le Rhin.
- Goths, Sarmates, Vandales, Alains, Taïfales, Gètes, etc., par delà le Danube

Rome entretenait également des relations diplomatiques et commerciales avec les tribus germaniques et scandinaves plus éloignées des frontières et leur fournissait des armes et objets de luxes en échange de la paix ou de la promesse d'aide militaire.

## Les fédérés auIVesiècle
Au début du IVe siècle, la fixation de nombreux fédérés francs autour de Cologne et au nord de l'actuelle Belgique en territoire romain, comme colons et comme auxiliaires diminua la pression sur la zone rhénane.
Un fœdus en 332 avec les Goths assura la paix sur la frontière du Danube pendant une génération, période qui vit leur conversion au christianisme arien.
Mais la pression de l'empire hunnique sur les Goths bouleversa ce fragile équilibre et provoque en 376 l’installation massive des Wisigoths dans l'Empire romain, aux bouches du Danube. Après leur révolte en 378 - avec la bataille d'Andrinople -, de nouveaux fœdera en 382 puis en 392 leur accordent des territoires en Mésie. Nombreux et puissants, les Wisigoths vont se déplacer au sein de l’Empire, épuisant une province après l’autre : Balkans et Grèce en 395, fœdus leur donnant l’Épire en 395, pénétration en Italie en 401, en Gaule en 412, où finalement ils s'installent.
Certains fédérés intégrés dans l'armée romaine et remarqués par les empereurs romains y firent de brillantes ascensions, parvenant à de hauts grades : les Francs Arbogast et Bauto, le demi-Vandale Stilicon, les Goths Gaïnas et Alaric.

## Les fédérés auVesiècle
Les traités passés par l'Empire romain d'Occident après les grandes invasions ne sont plus que des trêves qui concèdent des territoires déjà perdus. Et cette fois, l’Empire d'Occident cède des provinces entières, s’amputant peu à peu de ses ressources vitales : la Pannonie aux Sarmates puis aux Huns, l'Aquitaine seconde aux Wisigoths en 418, la Gallaecia aux Suèves vers 410, la Numidie (435) puis toute l’Afrique romaine (442) aux Vandales.
Quelques groupes moins nombreux obtiennent du patrice Aetius un statut de fédérés avec un contrôle romain mieux assuré, comme des groupes d'Alains autour d’Orléans et de Valence et les Burgondes en Sapaudie. Enfin, des fédérés francs comme Childéric Ier continuent à combattre aux côtés des Romains jusqu'aux dernières années de l'Empire d'Occident.
Comme au siècle précédent, des officiers fédérés parviennent à de hautes dignités, avec le rang de patrice dans le réduit romain d’Italie : le Suève Ricimer, le Burgonde Gondebaud, le Skire Odoacre. Les Alains Aspar en Orient et Goar en Gaule servent aussi les autorités romaines.
L'Empire romain d'Orient parviendra à survivre, en remplaçant les forces armées fédérées, essentiellement wisigothes, massacrées ou expulsées, par le recrutement de populations autochtones de l'Empire, comme les montagnards isauriens. Le recours aux auxiliaires étrangers continua néanmoins, avec des contingents huns ou lombards.

## Les fédérés auVIesiècle
Après que les Maures de la Byzacène avec Antalas le roi des Frexes ont vaincu les forces vandales du roi Hildéric et du général Hoamer, le général et le roi furent renversés par l'aristocratie vandale en colère et cela donnera un prétexte aux Byzantins pour récupérer la province d'Afrique, Bélisaire général byzantin a été chargé de l'expédition et il rencontrera les Frexes et Antalas sur qui il pourra compter dans une alliance de revers pour faciliter la destruction de la domination vandale et au même moment les chefs berbères concluront l'accord des Foedus qui a pour but une alliance et paix durable entres Berberes et Romains d'Orient cette paix dura 10 ans jusqu'à ce que Solomon par haine d'Antalas provoque une guerre, la guerre des Maures juste après la guerre des Vandales, de base Antalas n'étant pas intéressé à cela ne s'interposera pas dans le conflit entre Iaudas et Solomon mais après que Solomon s'est comporté de manière injuste à l'égard de lui et de son peuple il décida de le tuer avec ses troupes et alliés berbères à la bataille de Cilium.

### Sources et bibliographie
- Lucien Musset, Les Invasions, les vagues germaniques, PUF, collection Nouvelle Clio – l’histoire et ses problèmes, Paris, 1965, 2e édition 1969.
- Alessandro Barbero (2006), Barbares. Immigrés, réfugiés et déportés dans l'Empire romain (éd. Tallandier, 2009 et 2011 pour la version française)